# 미노하타촌
미노하타촌(美濃波多村)은 일본 미에현 나가군에 설치되었던 촌이다. 현재의 나바리시의 북동단에 해당한다.

## 역사
- 1889년 4월 1일 - 정촌제 시행에 의해 이가군 미노하타촌이 성립하였다.
- 1896년 4월 1일 - 군제 시행에 의해 나가군으로 변경되었다.
- 1951년 4월 1일 - 나바리정에 편입해, 동일 미노하타촌은 폐지되었다.

## 교통

### 철도
- 간사이 급행전철
  - 오사카선
  - 이가선

## 참고문헌
- 가도카와 일본 지명 대사전 24 三重県